# Aeroportul Casino
Aeroportul Casino (IATA: CSI, ICAO: YCAS) este un aeroport din Noul Wales de Sud, Australia.
Situat la o altitudine de 22 m, aeroportul dispune de o singură pistă.